# Ганнівка (Оратівська селищна громада)
Га́ннівка — село в Україні, в Оратівській селищній громаді Вінницького району Вінницької області. Розташоване за 34 км на північний захід від смт Оратів. Населення становить 0 осіб.

## Населення

### Мова
Розподіл населення за рідною мовою за даними перепису 2001 року:
| Мова       | Кількість | Відсоток |
| ---------- | --------- | -------- |
| українська | 14        | 93.33%   |
| російська  | 1         | 6.67%    |
| Усього     | 15        | 100%     |

## Історія
12 червня 2020 року, відповідно розпорядження Кабінету Міністрів України № 707-р «Про визначення адміністративних центрів та затвердження територій територіальних громад Вінницької області», село увійшло до складу Оратівської селищної громади.
19 липня 2020 року, в результаті адміністративно-територіальної реформи та ліквідації Оратівського району, село увійшло до складу Вінницького району.